# Dactylopodia signata
Dactylopodia signata är en kräftdjursart som först beskrevs av Willey.  Dactylopodia signata ingår i släktet Dactylopodia och familjen Thalestridae. Inga underarter finns listade i Catalogue of Life.